# Dyktando
Dyktando (łac. dicto – dyktuję) – rodzaj sprawdzianu polegający na zapisaniu ze słuchu dyktowanego tekstu. Oceniana jest poprawność zapisu pod względem zgodności z zasadami ortografii i interpunkcji. Najczęściej dyktanda przeprowadzane są w szkołach.

## Dyktanda na świecie

### W Polsce
W Polsce cyklicznie organizowane jest Ogólnopolskie Dyktando, którego uczestnicy walczą o tytuł Mistrza Polskiej Ortografii i nagrody pieniężne. Jego pomysłodawcą było Polskie Radio Katowice. Organizowane są też dyktanda o charakterze konkursów na niższym szczeblu, powiatowym czy gminnym, oraz adresowane do pewnych grup społecznych i zawodowych – parlamentarzystów, aktorów i innych.
W 2007 roku zorganizowano pierwsze internetowe dyktanda w Polsce. W 2007 i 2008 roku w tej formie przeprowadzono Dyktando Śląskie, w którym uczestnictwo polegało na odsłuchaniu z opublikowanego na stronie internetowej pliku dźwiękowego nagrania, przepisaniu go i wysłaniu swojej pracy organizatorom dyktanda. W latach 2007–2009 odbywały się internetowe edycje dyktanda, przeprowadzone przez komunikator internetowy Gadu-Gadu.

### W krajach francuskojęzycznych
Dla posługujących się francuskim dyktando (fr. la dictée) jest szkolnym sprawdzianem znajomości pisowni i gramatyki. Ze względu na dużą zależność pisowni wyrazów brzmiących w mowie jednakowo od zasad gramatyki dyktanda stanowią niemałe wyzwanie. Niektóre dyktanda stały się popularne ze względu na trudność lub zainteresowanie, w tym dyktando przeprowadzane przez Prospera Mériméego i Bernarda Pivota. W niektórych państwach (w Szwajcarii, Francji, Belgii i Kanadzie) dyktanda są organizowane na zasadzie wieloetapowych konkursów, podobnie jak spelling bees w krajach anglojęzycznych.

### W Korei Południowej
W Korei Południowej badasseugi (hangul: 받아쓰기) przeprowadza się w pierwszych klasach szkoły podstawowej. Język koreański jest pisany w hangul, alfabecie fonetycznym i morfofonemicznym zarazem, dlatego wiedza o morfologii jest niezbędna do prawidłowego napisania dyktanda. Ponadto zasady fonologiczne, takie jak asymilacja, zmiękczenie i delecje, zmieniają wymowę na inną, niż sugeruje to zapis. Badasseugi może mieć formę zapisu słowa, wyrażenia lub zdania i jest podobne do sprawdzianów pisowni.